# 汤山街道
汤山街道，是中国江苏省南京市江宁区下属的一个街道办事处，位于江宁区东北端，面积170.57平方公里，人口8.62万，下辖16个居委会和18个行政村，沪宁高速公路从区内经过。2002年该地因发生过投毒案而受到关注

## 下辖行政区
汤山街道下辖8居委会，8个行政村：
汤山社区、青林社区、作厂社区、古泉社区、孟墓社区、鹤龄社区、高庄社区、上峰社区、湖山村、龙尚村、孟塘村、路西村、建设村、宁西村、阜东村和阜庄村。

## 旅游
汤山因汤山温泉得名，蒋介石和宋美龄在此有温泉行宫。区内还有阳山碑材，是明成祖朱棣为颂其父太祖朱元璋功德，于公元1405年命人凿刻的巨型石碑。
这里还有古猿人洞，它是继云南云谋、陕西蓝田、北京周口店、安徽和县猿人之后的重大考古突破。1995年后，这里便成为对游客开放的旅游景点。
这里还有汤山七坊景区。